# كيفن أورورك
كيفن أورورك (بالدنماركية: Kevin O'Rourke؛ بالإنجليزية: Kevin O'Rourke) هو اقتصادي ومؤرخ دنماركي وأيرلندي، ولد في 1963.